# Orlando Gibbons
Orlando Gibbons (Oxford, 1583. december 25. – Canterbury, 1625. június 5.) angol zeneszerző, virginál- és orgonajátékos.

## Élete, munkássága
Apja, William Gibbons, városi muzsikus volt, akinek Orlando a tizedik gyermeke volt. Pontos születési ideje nem ismert, de megkeresztelésének ideje igen: 1583. december 24. (St. Martin’s Church). Az apa korán, 1595-ben meghalt, ezért 1568-ban született bátyja, a baccalaureus Edward neveltette. Valószínűleg tőle szerezte első zenei ismereteit is. 1596. február 14-én felvették a cambridge-i King’s College kórusába, ahol bátyja kórusmester volt, és 1598 őszéig énekelt a kórusban. 1598-ban felvették az egyetemre, ahol 1606-ban zenei bakkalaureátusi fokozattal végzett. Még ez év nyarán megnősült, felesége az alig 16 éves Elizabeth Patten volt. Házasságukból hat életben maradt gyermek származott. 1605. március 21-én – ebben az időben már ismert, sőt híres zenésznek számított – I. Jakab kinevezte a királyi kápolna orgonistájának, ahol haláláig alkalmazásban volt. 1619-ben királyi kamarazenész (virginalista) lett, 1623-ban a királyi kápolna, majd a westminsteri apátság vezető orgonistájává nevezték ki (a beosztott orgonista Thomas Tomkins volt), amivel a királyi udvar legmagasabb rangú muzsikusa lett. Emellett állásban volt Károly herceg, a későbbi I. Károly király udvarában is, mint billentyűsjátékos. Alig múlt 41 éves, amikor gutaütés következtében meghalt, de az is elképzelhető, hogy az akkoriban gyakori pestisjárvány áldozata lett. A canterburyi katedrálisban emlékművet állítottak számára. Felesége, harmincas évei közepén járva, alig egy év múlva szintén meghalt, gyermekeiket Orlando bátyja, Edward nevelte fel. A legidősebb fiú, Christopher, szintén neves zenész lett.

## Zenéje
Gibbons a kora 17. századi angol zene sokoldalú és kiemelkedő alakja, korának legnagyobb virginál- és orgonaművésze volt, csak William Byrd állítható vele párhuzamba. Fontosságukban és számosságukban is legjelentősebb munkái az anglikán egyházi zene számára készültek, de világi zenei művei is fontosak. Életében alig adták ki műveit, csak néhány jelent meg az ő idejében.
Szövegükben is remek, szép zenéjű, tizenöt „full”-anthemet (például Lift up your heads, O clap your hands, Hosanna) írt az egyház számára, és a híres Short Service-t. Huszonöt „Verse”-anthemjének stílusa már az évtizedekkel későbbi Purcellt előlegezi meg. Egyházi műveiből 17 himnusza és két anthemje jelent meg még életében. Összes egyházi művét 1925-ben adták ki Tudor Church Music címmel.
Világi műveinek sorából kiemelendők remek madrigáljai és motettái, amiket maga adott ki 1612-ben. Ismerte az utca hangját is (Cries of London). Kiváló művek sorát írta kedves hangszereire, a virginálra és az orgonára (Salisbury, Pavan stb.), amelyek közül csak néhány jelent meg a Parthenia című gyűjteményben. Nagy mestere volt a fantázia műfajának, három violára írt fantáziái 1609-ben jelentek meg.

## Fordítás
- Ez a szócikk részben vagy egészben  az   Orlando Gibbons című angol Wikipédia-szócikk ezen változatának fordításán alapul.  Az eredeti cikk szerkesztőit annak laptörténete sorolja fel. Ez a jelzés csupán a megfogalmazás eredetét és a szerzői jogokat jelzi, nem szolgál a cikkben szereplő információk forrásmegjelöléseként.